# Tangled Up in Blue
Tangled Up in Blue – piosenka skomponowana przez Boba Dylana, nagrana przez niego w grudniu 1974 r., wydana na albumie Blood on the Tracks w styczniu 1975 r. oraz jako singel w lutym 1975 r.
W 2004 utwór został sklasyfikowany na 68. miejscu listy 500 utworów wszech czasów magazynu Rolling Stone.

## Historia i charakter utworu
Piosenka ta została nagrana na siódmej sesji do albumu Blood on the Tracks 30 grudnia 1974 r. w Sound 80 Studios w Minneapolis w stanie Minnesota. Została ona także wydana na albumie Biograph. Innymi utworami nagranymi na tej sesji były: „Lily, Rosemary and the Jack of Hearts” oraz „If You See Her, Say Hello”. Prawdopodobnie został także nagrany „Meet Me in the Morning”.
Kompozycja ta została po raz pierwszy nagrana już na pierwszej sesji do albumu 16 września 1974 r. w Columbia A & R Studios w Nowym Jorku. Ta wersja ukazała się na 3-dyskowym wydawnictwie The Bootleg Series Volumes 1-3 (Rare & Unreleased) 1961-1991 w 1991 r. Niewydana do tej pory wersja została także nagrana na drugiej sesji 17 września w tym samym studiu.
Na czwartej sesji 19 września powstały kolejne wersje; 1 lub 2 wersja została wydana na próbnym tłoczeniu albumu, prawdopodobnie 25 września. Album ten został już rozprowadzony w niewielkiej ilości wśród wybranych stacji radiowych.
Jednak Dylan, po otrzymaniu tej pierwszej wersji albumu, gdy był już w Minnesocie z okazji bożonoradzeniowych świąt, nagle poczuł się na tyle zniechęcony nagraniami kilku utworów, że na miejscu zebrał lokalnych muzyków i z nimi w czasie dwu sesji, których producentem był jego brat – David Zimmerman, dokonał powtórnego ich nagrania.
Gitarzysta Keith Odegard wspominał później tę sesję w wywiadzie opublikowanym w 21 numerze On the Tracks z 2001 r. Wspomniał, że na sam początek „Tangled Up in Blue” wpływ miał album grupy Joy of Cooking z Oakland w Kalifornii. Podczas nagrywania piosenki Dylan zapytał Odegarda, co myśli o aranżacji utworu. Odegard odparł „Może być”. Dylan z niedowierzaniem powtórzył Może być? Co masz na myśli mówiąc „Może być"? Co to znaczy „może być"? Jednak do kłótni nie doszło, a Dylan postanowił zmienić tonację na A. Wszyscy założyli więc kapodastry i w połowie wykonania Dylan przerwał próbę. Więcej prób już nie było. Zmiana tonacji okazała się korzystna dla piosenki, dodała dynamizmu i ekscytacji.
Na każdej z wersji Dylan także nieco zmieniał słowa, głównie zaimki. Jednak wersja z Minnesoty dodaje także nowy element w tekście, sugerujący, że Dylan mógł jednak nie zachować wierności małżeńskiej.
Dylan zdecydował się umieścić te nowe wersje piosenek na ostatecznej wersji albumu wbrew opinii Joni Mitchell i Robbiego Robertsona, którzy woleli nagrania oryginalne.
Piosenka ta traktuje o kończącym się romansie i ustala ton całego albumu, który jest najbardziej osobistą płytą artysty, ze wszystkich nagranych do tej pory. Treść związana jest z separacją Dylana i jego żony Sary, która już niedługo zaowocuje rozwodem.
W swoim komentarzu w broszurce do albumu Biograph Dylan stwierdza, że jego zdaniem wersja najbardziej zbliżona do jego idei piosenki, znalazła się na koncertowym albumie Real Live. Wersja z tego albumu była najbardziej odpersonalizowaną wersją piosenki; Dylan zastąpił „ja” (ang. I) przez „on” (ang. he).
Chociaż piosenka traktuje o rozpadzie związku, najwyraźniej jest jednak także alegorią utraty rewolucyjnego i kreatywnego ducha lat 60. XX w. oraz zmian politycznych.
Począwszy od akustycznych wersji z Rolling Thunder Revue (1975 i 1976) Dylan wykonywał tę piosenkę prawie na każdym swoim tournée.

## Muzycy
Sesja 7
- Bob Dylan – gitara, harmonijka, śpiew
- Greg Inhofer – instrumenty klawiszowe
- Bill Peterson – gitara basowa
- Bill Berg – perkusja
- Chris Weber – gitara
- Peter Ostroushko (?)
- Kevin Odegard – gitara

## Dyskografia
Singel
- „Tangled Up in Blue"/"If You See Her, Say Hello” (Columbia 3-10106) luty 1975 – „Tangled Up in Blue” w wersji albumowej

Albumy
- Blood on the Tracks – próbne tłoczenie 25 września – tu znalazła się 2 lub 3 wersja nagrana na sesji czwartej 19 września
- Real Live (1984)
- Biograph (1985) – tu znalazła się wersja z 30 grudnia
- The Bootleg Series Volumes 1-3 (Rare & Unreleased) 1961-1991 (1991) – tu znalazła się wersja z sesji pierwszej z 16 września
- Bob Dylan’s Greatest Hits Volume 3 (1994)
- The Essential Bob Dylan (2000)
- The Bootleg Series Vol. 5: Bob Dylan Live 1975, The Rolling Thunder Revue (2002)
- Masked and Anonymous (wydanie z bonusami) (2003)
- The Best of Bob Dylan (2005) (USA)
- Dylan (2007)

## Wykonania piosenki przez innych artystów
- Hoodoo Rhythm Devil – Safe in Their Homes (1976)
- Half Japanese – 1/2 Gentlemen Not Beasts (1979)
- Kim Larsen – Sitting on a Time Bomb (1982)
- Jerry Garcia – Jerry Garcia Band (1991)
- The Phantoms – The Phantoms (1992)
- Indigo Girls – The Times They Are a-Changin’ (1992)
- Janglers – Janglers Play Dylan (1992)
- St. Christopher – Lioness (1996)
- Whitlams – Ethernal Nightcap (1998)
- Carl Edwards – Coffehouse Cowboy (1998)
- The Zimmermen – After the Ambulances Go (1998)
- David West na albumie różnych wykonawców Pickin' on Dylan – Tribute (1999)
- Gerry Murphy – Gerry Murphy Sings Bob Dylan (2001)
- Mary Lee's Corvette – Blood on the Tracks (2002)
- Barb Jungr – Every Grain of Sand: Barb Jungr Sings Bob Dylan (2002)
- Robyn Hitchcock – Robyn Sings (2002)
- Dan Emmitt – Freedom Ride (2002)
- Indigo Girls na albumie różnych wykonawców Doin' Dylan 2 (2002)
- Todd Rubenstein – The String Quartet Tribute to Bob Dylan (2003)

## Listy przebojów
| Rok       | Singel               | Lista              | Pozycja |
| --------- | -------------------- | ------------------ | ------- |
| Luty 1975 | „Tangled Up in Blue" | Billboard. Hot 100 | 31      |